# Joël Tchédré
Joël M'Maka Tchédré, est un réalisateur, producteur et scénariste togolais. Il est connu pour des films tels que Pacte et T'Bool. 

## Biographie

### Études
Après son baccalauréat en 2006, Joël Tchédré s'inscrit à l'université de Lomé pour faire du journalisme. Il rejoint ensuite la télévision nationale togolaise (TVT) en tant que stagiaire. Parallèlement, il passe le test d'entrée à l'École supérieure des arts plastiques (ESAV) de Marrakech au Maroc. Après son admission, il abandonne l'ESAV pour rejoindre l'Institut supérieur des métiers de l'audio-visuel (ISMA) à Cotonou au Bénin en 2009.   
Tchédré obtient ensuite une bourse de l'Ambassade de France et part en France faire un master en réalisation du cinéma documentaire de création à l'université Stendhal Grenoble 3,. En 2014, il crée le Festival du film Émergence à Lomé,. Il devient le délégué général puis fonde sa maison de production « Les Films du Siècle » ,,,.  

### Carrière
En 2010, il réalise son premier court-métrage titré Reliquat (Le) . Après le succès de cette œuvre, il réalise deux autres films : Ajoda, un vieux aux bras valides et Vues d'Afrique. 
En 2019, il fait ses débuts en tant que réalisateur au cinéma avec le film T'Bool, qui reçoit un accueil favorable de la critique. Avant d'obtenir un master II en Production à Grenoble en 2013, il réalise le court métrage Les films du siècle. En 2014, il remporte le Grand Prix Kodjo Eboucle et le prix de l'intégration africaine au festival Clap Ivoire pour son film documentaire Les nanas benz, les reines du textile,. 
En 2017, son film Pacte est sélectionné au Festival panafricain du cinéma et de la télévision de Ouagadougou (FESPACO). Ce court métrage de 17 minutes est réalisé en 2016.

## Filmographie
2024: Cent douze - Film documentaire - Réalisation
2010: Reliquat (Le) – Court métrage – Directeur
2011: Ajoda, un vieux aux bras valides – Court métrage – Directeur
2013: Vues d'Afrique – Film – Réalisateur, Producteur, Producteur délégué
2014: Nanas Benz, Les Reines du textile africain – Film documentaire – Réalisateur, Producteur délégué
2016: Pacte – Film – Réalisateur, Producteur
2016: Lomé, La Belle – Film – Directeur
2018: Bataille intérieure – Court métrage – Réalisateur, Producteur
2018: Ou…durée – Court métrage – Producteur exécutif
2019: T'Bool – Film – Réalisateur, Producteur

## Prix et distinctions
- 2022 : Meilleur acteur culturel de l'année par Togo Top Impact[15].